# 미라클프루트
미라클프루트(학명: Synsepalum dulcificum 신세팔룸 둘키피쿰[*])는 사포테과의 관목이다. 원산지는 서아프리카이다. 열매에 미라쿨린이라는 단백질 성분이 들어있는데, 이 성분이 혀에 있는 미각 세포 가운데 신맛과 쓴맛을 느끼게 하는 세포의 기능을 저하시키고 단맛을 느끼게 하는 세포의 기능을 활성화시키기 때문에, 미라클프루트를 먹은 뒤 레몬 등 신맛이 나는 음식을 먹으면 단맛을 느끼게 된다.

## 사진

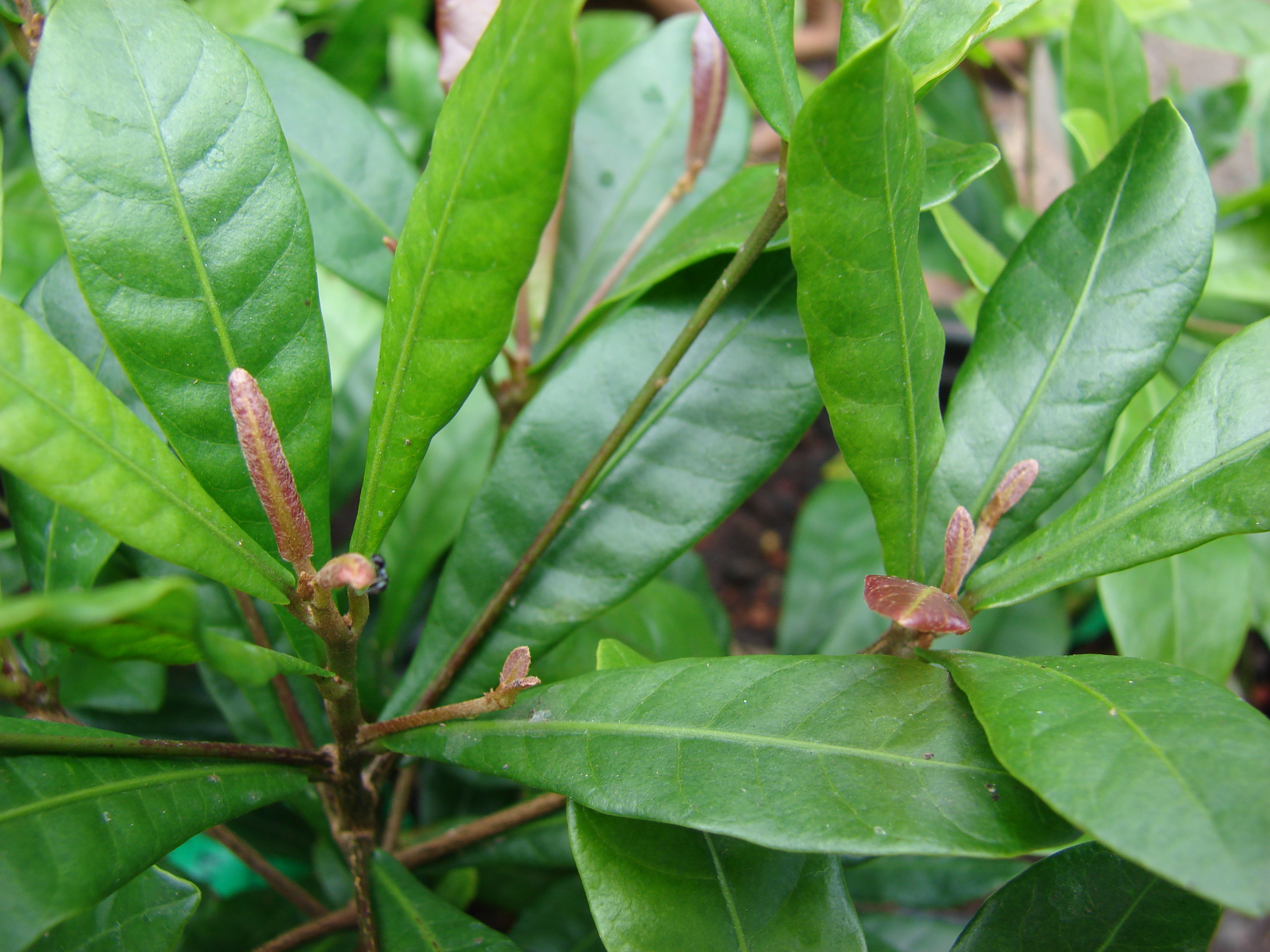
잎
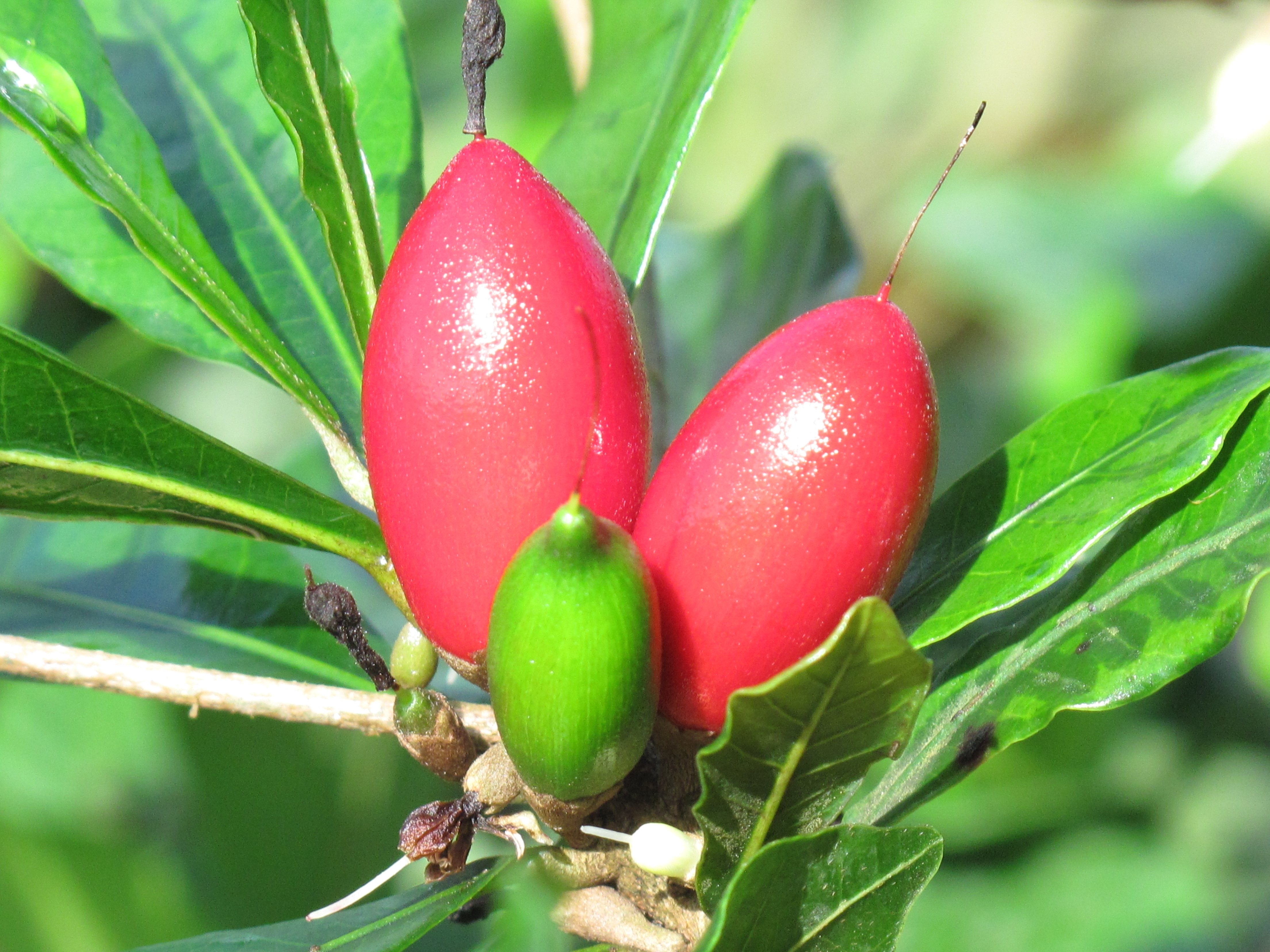
열매
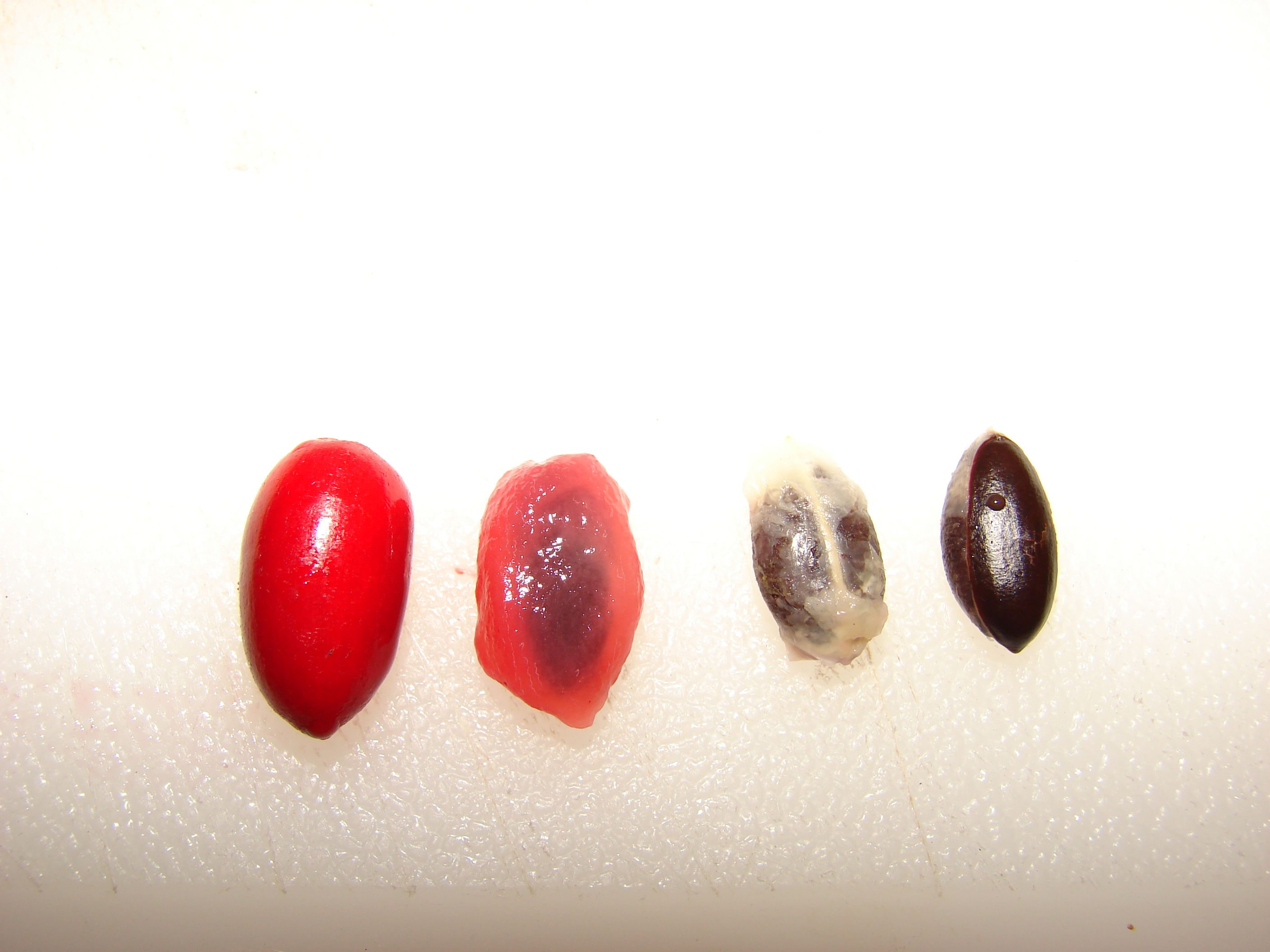
열매와 씨
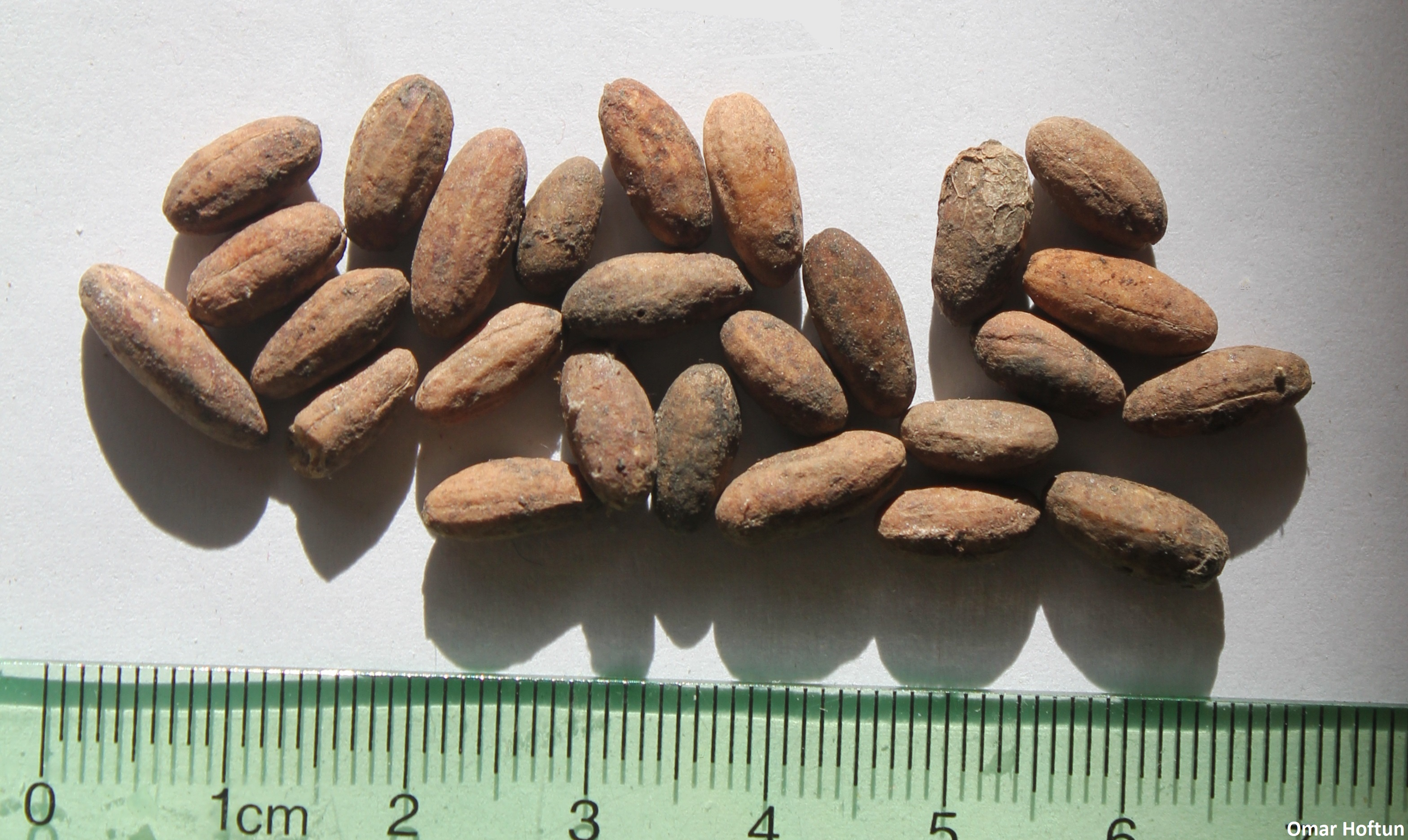
씨